# Campionatele Europene de Atletism
Campionatele Europene de Atletism sunt competiții majore sportive organizate de Asociația Europeană de Atletism, organizate în mod tradițional din patru în patru ani (cu excepția perioadei 1966 - 1978, când au fost organizate din trei în trei ani), dar care, începând cu anul 2010, sunt organizate bianual. Atunci când aceste campionate sunt organizate în același an cu o Olimpiadă, probele de maraton și marș nu se desfășoară.

## Istoric

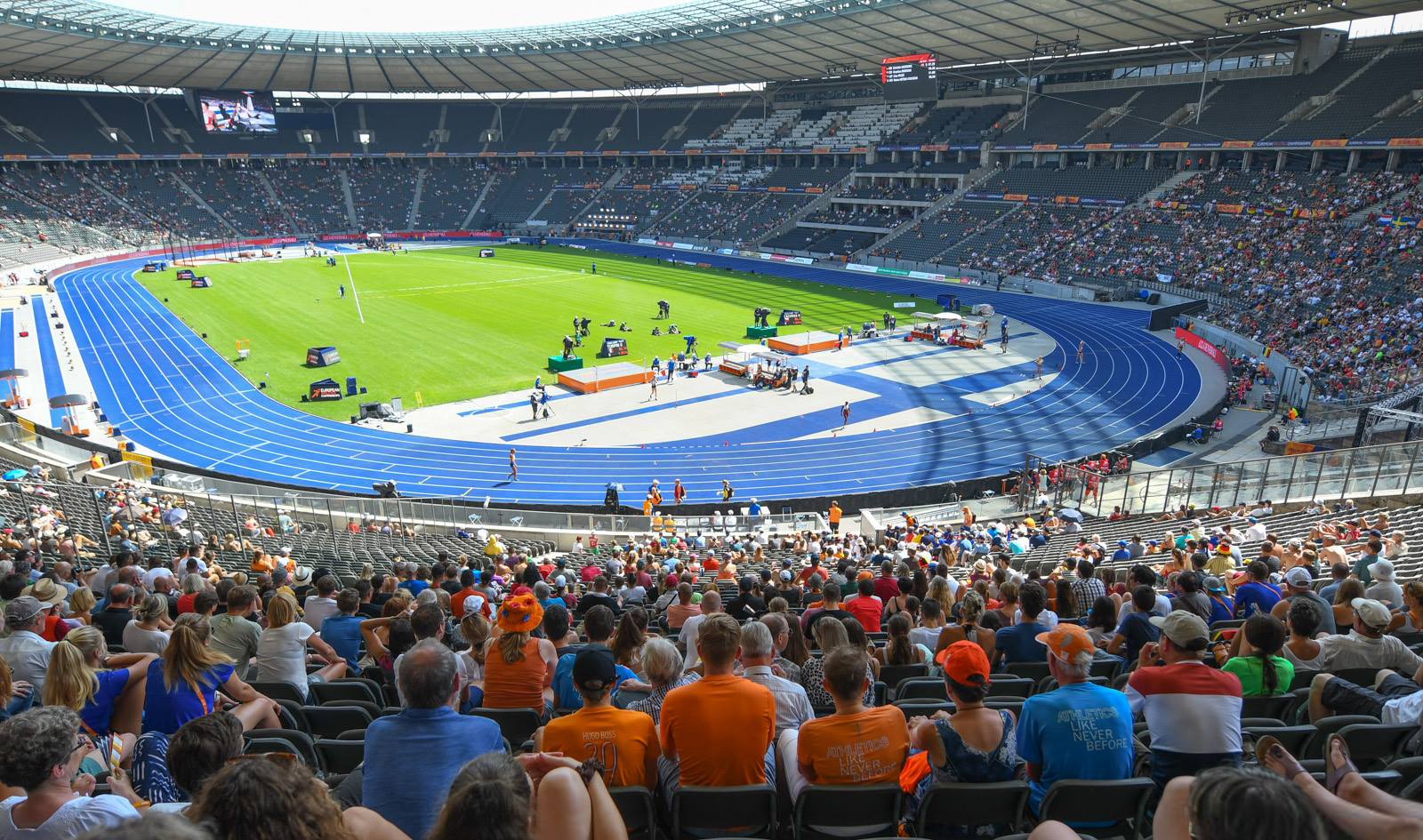
Campionatul European din 2018 de la Berlin

Campionate europene de atletism există cu mult înainte de cele mondiale. Ele au fost desfășurate continuu începând cu 1934, cu o întrerupere în 1942  (război), la intervale de timp de 4 sau 2 ani, urmărindu-se în general jumătatea intervalului dintre două Olimpiade. În 1934 au fost doar întreceri masculine fiindcă în acel an s-au ținut Jocurile Mondiale Feminine, iar în 1938 competițiile masculine și feminine s-au ținut  în locuri și date diferite. Din anul 2010 campionatele se desfășoară o dată la doi ani, cu 42 de discipline în loc de 47, în anii olimpici.
În timp ce deja încă din 1938 s-a acceptat pentru disciplinele de femei câte trei participante din fiecare țară (cu excepția 1946: două în loc de trei),  pentru bărbați s-a permis până în 1958 doar câte două persoane pe disciplină sportivă din partea unei țări.
Germania nu a fost invitată în 1946 și 1950 la campionatele europene respective. În 1954, doar Republica Federală Germană singură, a dat sportivi pentru echipa germană. În 1958 și 1962 a fost prezentată o echipă sportivă comună germană din Republica Federală și R.D. Germană. Apoi, după 1962 ambele state germane au prezentat până în 1990, propriile lor echipe la campionate.
În anul 1969 sportivii din Republica Federală Germană au boicotat întrecerile individuale și au luat parte doar de formă la competițiile de alergări-ștafetă. Motivul invocat a fost, neadmiterea la campionate a unui alergător de distanțe medii, refugiat recent atunci, din RDG, Jürgen May.

## Sumar al campionatelor
|    | An   | Oraș       | Țară          | Data                                                      | Loc                                       | Probe | Sportivi |
| -- | ---- | ---------- | ------------- | --------------------------------------------------------- | ----------------------------------------- | ----- | -------- |
| 1  | 1934 | Torino     | Italia        | 7 – 9 septembrie                                          | Stadionul Benito Mussolini                | 22    | 220      |
| 2  | 1938 | Paris      | Franța        | 3 – 5 septembrie                                          | Stadionul Olympique de Colombes, Colombes | 23    | 273      |
| 2  | 1938 | Viena      | Germania      | 17 septembrie – 18 septembrie                             | Praterstadion                             | 9     | 78       |
| 3  | 1946 | Oslo       | Norvegia      | 22 – 25 august                                            | Stadionul Bislett                         | 33    | 354      |
| 4  | 1950 | Bruxelles  | Belgia        | 23 – 27 august                                            | Stadionul Heysel                          | 34    | 454      |
| 5  | 1954 | Berna      | Elveția       | 25 – 29 august                                            | Stadionul Neufeld                         | 35    | 690      |
| 6  | 1958 | Stockholm  | Suedia        | 19 – 24 august                                            | Stadionul Olimpic                         | 36    | 627      |
| 7  | 1962 | Belgrad    | Iugoslavia    | 12 – 16 septembrie                                        | Stadion JNA                               | 36    | 668      |
| 8  | 1966 | Budapesta  | Ungaria       | 30 – 4 septembrie                                         | Stadionul Poporului                       | 36    | 769      |
| 9  | 1969 | Atena      | Grecia        | 16 – 21 septembrie                                        | Stadionul Karaiskakis                     | 38    | 675      |
| 10 | 1971 | Helsinki   | Finlanda      | 10 – 15 august                                            | Stadionul Olimpic                         | 38    | 871      |
| 11 | 1974 | Roma       | Italia        | 2 – 8 septembrie                                          | Stadionul Olimpic                         | 39    | 747      |
| 12 | 1978 | Praga      | Cehoslovacia  | 29 august – 3 septembrie                                  | Stadionul Evžena Rošického                | 40    | 844      |
| 13 | 1982 | Atena      | Grecia        | 3 – 9 septembrie                                          | Stadionul Olimpic                         | 41    | 776      |
| 14 | 1986 | Stuttgart  | RFG           | 26 – 31 august                                            | Stadionul Neckar                          | 43    | 880      |
| 15 | 1990 | Split      | Iugoslavia    | 26 august – 2 septembrie                                  | Stadionul Poljud                          | 43    | 915      |
| 16 | 1994 | Helsinki   | Finlandaa     | 7 – 14 august                                             | Stadionul Olimpic                         | 44    | 1129     |
| 17 | 1998 | Budapesta  | Ungaria       | 18 – 23 august                                            | Stadionul Poporului                       | 44    | 1217     |
| 18 | 2002 | München    | Germania      | 6 – 11 august                                             | Stadionul Olimpic                         | 46    | 1168     |
| 19 | 2006 | Göteborg   | Suedia        | 7 – 13 august                                             | Stadionul Ullevi                          | 46    | 1263     |
| 20 | 2010 | Barcelona  | Spania        | 27 iulie – 1 august                                       | Stadionul Olimpic                         | 47    | 1285     |
| 21 | 2012 | Helsinki   | Finlanda      | 27 iunie – 1 iulie                                        | Stadionul Olimpic                         | 42    | 1185     |
| 22 | 2014 | Zürich     | Elveția       | 12 august – 17 august                                     | Letzigrund                                | 47    | 1334     |
| 23 | 2016 | Amsterdam  | Țările de Jos | 6 iulie – 10 iulie                                        | Stadionul Olimpic                         | 46    | 1339     |
| 24 | 2018 | Berlin     | Germania      | 7 august – 12 august                                      | Stadionul Olimpic                         | 50    | 1449     |
| —  | 2020 | Paris      | Franța        | a fost anulat din cauza pandemiei de coronavirus COVID-19 | Stade Charléty                            |       |          |
| 25 | 2022 | München    | Germania      | 15 august – 21 august                                     | Stadionul Olimpic                         | 50    |          |
| 26 | 2024 | Roma       | Italia        | 7 iunie – 12 iunie                                        | Stadionul Olimpic                         |       |          |
| 27 | 2026 | Birmingham | Regatul Unit  |                                                           | Stadionul Alexander                       |       |          |
| 28 | 2028 | Chorzów    | Polonia       |                                                           | Stadionul Silezian                        |       |          |

## Sportivi
La 8 august 2022.
Atleții cu cele mai multe medalii:
| Sportiv             | Total | Aur | Argint | Bronz |
| ------------------- | ----- | --- | ------ | ----- |
| Christophe Lemaitre | 8     | 4   | 2      | 2     |
| Harald Schmid       | 6     | 5   | 1      | 0     |
| Roger Black         | 6     | 5   | 1      | 0     |
| Mo Farah            | 6     | 5   | 1      | 0     |
| Kevin Borlée        | 6     | 4   | 1      | 1     |
| Martyn Rooney       | 6     | 3   | 2      | 1     |
| Pietro Mennea       | 6     | 3   | 2      | 1     |
| Linford Christie    | 6     | 3   | 1      | 2     |

| Sportiv             | Total | Aur | Argint | Bronz |
| ------------------- | ----- | --- | ------ | ----- |
| Irena Szewińska     | 10    | 5   | 1      | 4     |
| Fanny Blankers-Koen | 8     | 5   | 1      | 2     |
| Renate Stecher      | 8     | 4   | 4      | 0     |
| Dafne Schippers     | 8     | 4   | 3      | 1     |
| Marlies Göhr        | 7     | 5   | 1      | 1     |
| Myriam Soumaré      | 7     | 1   | 3      | 3     |
| Marita Koch         | 6     | 6   | 0      | 0     |
| Heike Drechsler     | 6     | 5   | 1      | 0     |
| Grit Breuer         | 6     | 5   | 1      | 0     |
| Irina Privalova     | 6     | 3   | 2      | 1     |
| Evghenia Secenova   | 6     | 2   | 2      | 2     |

## Listă a medaliilor pe țări participante (1934 – 2018)
La 8 august 2022.
| Loc   | Țară                        | Aur | Argint | Bronz | Total |
| ----- | --------------------------- | --- | ------ | ----- | ----- |
| 1     | Uniunea Sovietică           | 120 | 110    | 101   | 331   |
| 2     | Regatul Unit                | 118 | 90     | 96    | 304   |
| 3     | Republica Democrată Germană | 89  | 75     | 62    | 226   |
| 4     | Germania                    | 75  | 80     | 78    | 233   |
| 5     | Franța                      | 69  | 65     | 60    | 194   |
| 6     | Polonia                     | 54  | 52     | 60    | 166   |
| 7     | Rusia                       | 50  | 51     | 53    | 154   |
| 8     | Italia                      | 42  | 44     | 48    | 134   |
| 9     | Finlanda                    | 33  | 28     | 40    | 101   |
| 10    | Suedia                      | 29  | 42     | 42    | 113   |
| 11    | Spania                      | 28  | 24     | 36    | 88    |
| 12    | RFG                         | 27  | 36     | 37    | 100   |
| 13    | Țările de Jos               | 26  | 25     | 22    | 73    |
| 14    | Ucraina                     | 20  | 29     | 18    | 67    |
| 15    | Ungaria                     | 18  | 20     | 24    | 62    |
| 16    | Cehoslovacia                | 16  | 16     | 27    | 59    |
| 17    | Portugalia                  | 16  | 13     | 8     | 37    |
| 18    | Norvegia                    | 13  | 14     | 17    | 44    |
| 19    | Bulgaria                    | 12  | 16     | 12    | 40    |
| 20    | Belgia                      | 12  | 13     | 11    | 36    |
| 21    | Belarus                     | 11  | 13     | 10    | 34    |
| 22    | Turcia                      | 11  | 8      | 9     | 28    |
| 23    | Grecia                      | 11  | 7      | 11    | 29    |
| 24    | Elveția                     | 8   | 12     | 13    | 33    |
| 25    | România                     | 7   | 21     | 10    | 38    |
| 26    | Cehia                       | 6   | 14     | 10    | 30    |
| 27    | Iugoslavia                  | 6   | 6      | 3     | 15    |
| 28    | Croația                     | 6   | 1      | 3     | 10    |
| 29    | Danemarca                   | 4   | 7      | 3     | 14    |
| 30    | Letonia                     | 4   | 3      | 3     | 10    |
| 31    | Irlanda                     | 3   | 6      | 6     | 15    |
| 32    | Estonia                     | 3   | 6      | 4     | 13    |
| 33    | Islanda                     | 3   | 1      | 1     | 5     |
| 33    | Israel                      | 3   | 1      | 1     | 5     |
| 35    | Lituania                    | 2   | 3      | 4     | 9     |
| 36    | Austria                     | 2   | 1      | 7     | 10    |
| 37    | Slovenia                    | 2   | 1      | 2     | 5     |
| 38    | Serbia                      | 1   | 4      | 2     | 7     |
| 39    | Slovacia                    | 1   | 4      | 1     | 6     |
| –     | Atleți Neutri Autorizați    | 1   | 3      | 2     | 6     |
| 40    | Azerbaidjan                 | 0   | 2      | 2     | 4     |
| 41    | Albania                     | 0   | 1      | 0     | 1     |
| 41    | Luxemburg                   | 0   | 1      | 0     | 1     |
| 43    | Republica Moldova           | 0   | 0      | 1     | 1     |
| Total | Total                       | 962 | 969    | 960   | 2.891 |